# 캥거루 케어
캥거루 케어(Kangaroo care)는 갓 나온 태아가 온갖 반사신경으로 예민해져 있고 스트레스를 받을 때 엄마의 자궁 안으로 다시 들어온 것처럼 부모의 맨몸, 즉 심장 가까이 품고 캥거루의 주머니처럼 어둡게 담요로 덮어 준다. 외국에선 출산 즉시 아이를 아버지에게 캥거루 케어를 하기도 하지만 우리나라는 보통 하지 않는다. 그리고 이 캥거루 케어로 인해 미숙아, 각종 병중에 있는 태아들의 상태가 호전되기도 했다. 그리고 우리나라도 대학병원에서 현재 아픈 태아들에게 캥거루 케어를 실시중인데 태아들이 호전된 케이스도 많이 뉴스나 각종 언론매체에도 나오고 있다.

## 캥거루 케어의 시작 시기
- 초기 시간: 출생 직후 가능한 한 빨리 캥거루 케어를 시작하는 것이 좋다. 조산아나 저체중 출생아의 경우 초기 1시간 동안 지속적으로 시행할 것을 권장한다 (BioMed Central).
- 일일 시간: 대부분의 전문가들은 매일 최소 1시간 이상의 캥거루 케어를 권장한다. 일부 연구에서는 하루에 2~3시간 이상 지속할 것을 추천하고 있으며, 이는 아기의 체온 조절과 안정성을 높이고, 부모와의 유대감을 강화하는 데 도움이 된다 (BioMed Central) (PLOS).
- 장기적 시간: 캥거루 케어는 출생 직후부터 시작하여 몇 주 또는 몇 달 동안 지속할 수 있다. 특히 미숙아의 경우 퇴원 후 집에서도 계속 시행하는 것이 좋다. 일반적으로 아기가 신체적으로 더 안정되고, 체중이 늘고, 다른 의학적 상태가 호전될 때까지 계속된다 (Harvard Dash).

## 캥거루 케어를 도와주는 장비
기온이 일정하지 않고, 집안의 온습도를 잡기 어려운 외국에서는 담요, 체온조절 패드를 사용하여 진행하고 있다. 하지만 우리나라는 집 안의 온도를 조절할 수 있는 여건이 충분하기 때문에 시중에 널리 알려져있는 '앞버튼 수유브라'를 사용하여 수유 전 약 20분, 하루 최소 1시간을 캥거루 케어 해준다면 모유 수유의 시작 시간을 크게 단축, 아이의 두뇌 발달, 엄마와의 유대관계를 보다 두텁게 쌓을 수 있다.
국내 앞버튼 수유브라 브랜드 : 맘애착 앞버튼 수유브라, 마켓A 플라워패턴 수유브라, 마미즈 앞버튼 수유브라 등이 있다.

## 관련 근거 및 논문
- "조산아 및 저체중 출생아에서 모유 수유 시작 시간에 대한 캥거루 케어의 효과: 출판된 연구들의 메타분석": 이 메타분석은 KMC가 조산아와 저체중 출생아의 모유 수유 시작 시간에 미치는 영향을 조사한다. KMC가 기존의 신생아 케어 방법보다 모유 수유 시작 시간을 크게 단축시킨다는 결론을 내린다 (BioMed Central)- 하단에 링크 첨부
- "미숙아를 위한 피부 대 피부 케어에 대한 통합 검토": 이 논문은 미숙아를 위한 피부 대 피부 케어(SSC)의 이점을 다룬 여러 연구 결과를 통합하여 논의한다. SSC가 생리적 안정성, 두뇌 발달, 모유 수유, 부모-아기 유대감 형성에 미치는 긍정적인 영향을 강조한다 (Harvard Dash). - 하단에 링크 첨부